# Municipio de Paris (Iowa)
El municipio de Paris (en inglés: Paris Township) es un municipio ubicado en el condado de Howard en el estado estadounidense de Iowa. En el año 2010 tenía una población de 307 habitantes y una densidad poblacional de 2,36 personas por km².

## Geografía
El municipio de Paris se encuentra ubicado en las coordenadas 43°16′26″N 92°14′59″O / 43.27389, -92.24972. Según la Oficina del Censo de los Estados Unidos, el municipio tiene una superficie total de 129.86 km², de la cual 129,84 km² corresponden a tierra firme y (0,02 %) 0,03 km² es agua.

## Demografía
Según el censo de 2010, había 307 personas residiendo en el municipio de Paris. La densidad de población era de 2,36 hab./km². De los 307 habitantes, el municipio de Paris estaba compuesto por el 99,02 % blancos, el 0,65 % eran asiáticos y el 0,33 % eran de una mezcla de razas. Del total de la población el 1,63 % eran hispanos o latinos de cualquier raza.